# Línguas tsimshiânicas
As línguas Tsimshiânic formam uma família linguística falada no noroeste da Colúmbia Britânica e no sul do Alasca, na ilha Annette (Arquipélago de Alexandre) e em Ketchikan. São hoje cerca de 2 170 os falantes dessas línguas entre os “tsimshianos” do Canadá; cerca de 50 dentre os 1 300 Tsimshianos do Alasca ainda falam o “tsimshiano da Costa”. As línguas tsimshiânicas são considerada pela maior parte dos linguístas como um grupo isolado de idiomas, com quatro variantes linguísticas: da Costa (litoral), do Sul,  Nisga’a, e Gitksan.

## Classificação
Edward Sapir incluiu as Tsimshiânicas na sua proposta linguísica como uma língua Penutiana, hipótese pouco aceita, mas ainda sob investigação por M.-L. Tarpent.
Outro linguísta, John Asher Dunn, apresentou uma hipótese de que as Tsimshiânicas fossem um ramo das línguas indo-européias.

## Línguas do grupo
São 4 as variantes Tsimshiânicas:
1. Tsimshiana (também chamada Tsimshiânica Marítima, do Norte ou Baixa)
  - ‘’Tsimshiana da Costa (litoral)’’ (também chama “própria” Tsimshiana, Sm’algyax̣, Sm’algax)
  - ‘’Tsimshiana do Sul (também chamada Sgüüx̣s)
2. Línguas Nass-Gitksan (também chamadas Tsimshiânicas do interior)
  - Língua Nisga'a (também chamada Nisqa’a, Nisg̱a’a, Nishga, Nisgha, Niska, Nass, Nishka)
  - Língua Gitxsan (também chamada Gitxsan, Gitksanimx̣)

- A Tsimshiana do litoral é falada no baixo rio Skeena no noroeste da Colúmbia Britânica, em algumas ilhas  vizinhas e ao norte em Metlakatla, Alasca.
- A Tsimshiana Sul é falada numa ilha bem ao sul do rio Skeena, em Klemtu, Colúmbia Britânica. Essa variante está em sério risco de extinção.
- Nisga’ é falada ao longo do rio Nass.
- Gitksan é falada ao longo do alto do rio Skeena, com comunidades em Hazelton, Colúmbia Britânica.

Nisga’a e Gitksan são muito semelhantes entre si e por isso consideradas como dialetos de uma mesma língua. Porém, falantes das duas línguas se consideram etnicamente separados entre si e dos Tsimshiânas, considerando essas duas línguas como realmente independentes e separadas. Também as formas Tsimshiânas Sul e da Costa são vistas como dialetos de uma mesma língua.